# 647 Adelgunde
A 647 Adelgunde egy a Naprendszer kisbolygói közül, amit August Kopff fedezett fel 1907. szeptember 11-én.